# Rudolf von Frommel
Pour les articles homonymes, voir Frommel.
Rudolf Ritter von Frommel, né le 17 mai 1857 et mort le 12 juillet 1921 à Rauhenzell, est un général bavarois. Il a servi au sein de l'armée allemande pendant la Première Guerre mondiale.

## Début de carrière
Rudolf Frommel s'engage le 17 mars 1875 comme Portepée-Fähnrich, passant au grade de Sekonde-Lieutenant le 27 novembre 1876, de Premier-Lieutenant le 23 novembre 1887, de capitaine (Rittmeister) le 14 juillet 1891, de Major le 17 mars 1897, de lieutenant-colonel (Oberstleutnant) le 4 mars 1901 et de colonel (Oberst) le 18 mai 1903. Il est anobli en 1902.
Commandant du 1er régiment de cavaliers lourds (de) en garnison à Munich à partir du 25 février 1905, il est nommé Generalmajor le 19 avril 1906, avec la fonction de commandant de la 1re brigade de cavalerie bavaroise à Munich. Élevé au grade de Generalleutnant le 7 mars 1910, il devient inspecteur-général de la cavalerie bavaroise (Königlich Bayerische Kavallerie-Inspektion). Il est mis en disponibilité le 27 mars 1913, avec le grade de General der Kavallerie.

## Première Guerre mondiale
Lors de la mobilisation allemande de 1914, il est nommé commandant du 3e corps de cavalerie (Höherer Kavallerie Kommandeur 3), chargé d'éclairer la marche de la 6e armée allemande (composée majoritairement de troupes bavaroises).
Son corps de cavalerie prend le nom d’Armeegruppe Frommel, puis le 26 novembre 1916 de Generalkommando z.b.V. Nr.57. Frommel est mis à la retraite le 7 avril 1918.